# Femme à barbe
Pour les articles homonymes, voir Femme (homonymie).

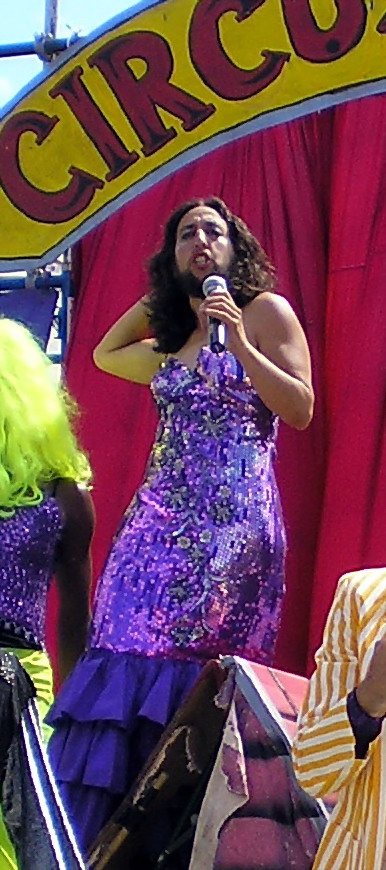
Jennifer Miller, New York, 2006.

Une femme à barbe est une femme possédant une barbe.

## Cause physiologique
La présence d'une barbe chez la femme est liée à un dérèglement hormonal entraînant un hirsutisme.

## Phénomènes de foire
Jusqu'au milieu du XXe siècle, des femmes à barbe ont été montrées comme phénomène de foire.

## Femmes à barbe célèbres

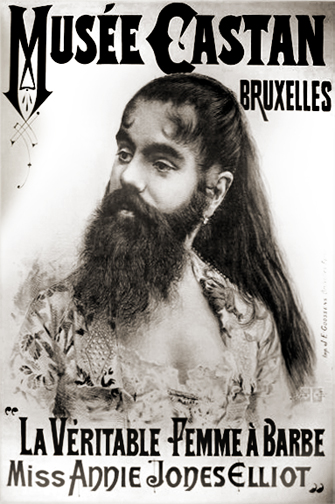
Miss Annie Jones, fin du XIXe siècle.

- Clémentine Delait (1865-1939), habitante de Thaon-les-Vosges.
- Clémence Lestienne (1839-1919), habitante de Boulogne-sur-Mer, marchande de pain d’épices sur les foires et les marchés de la région du Nord-Pas-de-Calais.
- Josephine Boisdechêne, épouse Clofullia, née à Versoix, canton de Genève, en 1831, la portait « fière et soyeuse »[3].
- Alice Elizabeth Doherty (1887-1933)
- Jennifer Miller (née en 1961), artiste américaine
- Annie Jones (1865-1902)
- Julia Pastrana (1834-1860), connue comme « la femme-singe » ou « la femme la plus laide du monde ».
- Siobhain Fletcher (née en 1976 ou 1977), Britannique dont l'histoire a été médiatisée à l'occasion du Movember 2012[4]
- Helena Antonia (1550-1595), dame de compagnie de la reine polonaise Constance d'Autriche
- Harnaam Kaur (née en 1990), mannequin britannique
- Little Bear Schwarz (née en 1983), artiste burlesque et activiste américaine[5]

## Légende
- Sainte Wilgeforte se vit affublée d'une barbe alors qu’elle demandait l’aide de Dieu pour repousser un mariage forcé. Cela lui permit de faire annuler les noces, sur la demande du futur marié.

## Femmes à barbe dans la culture

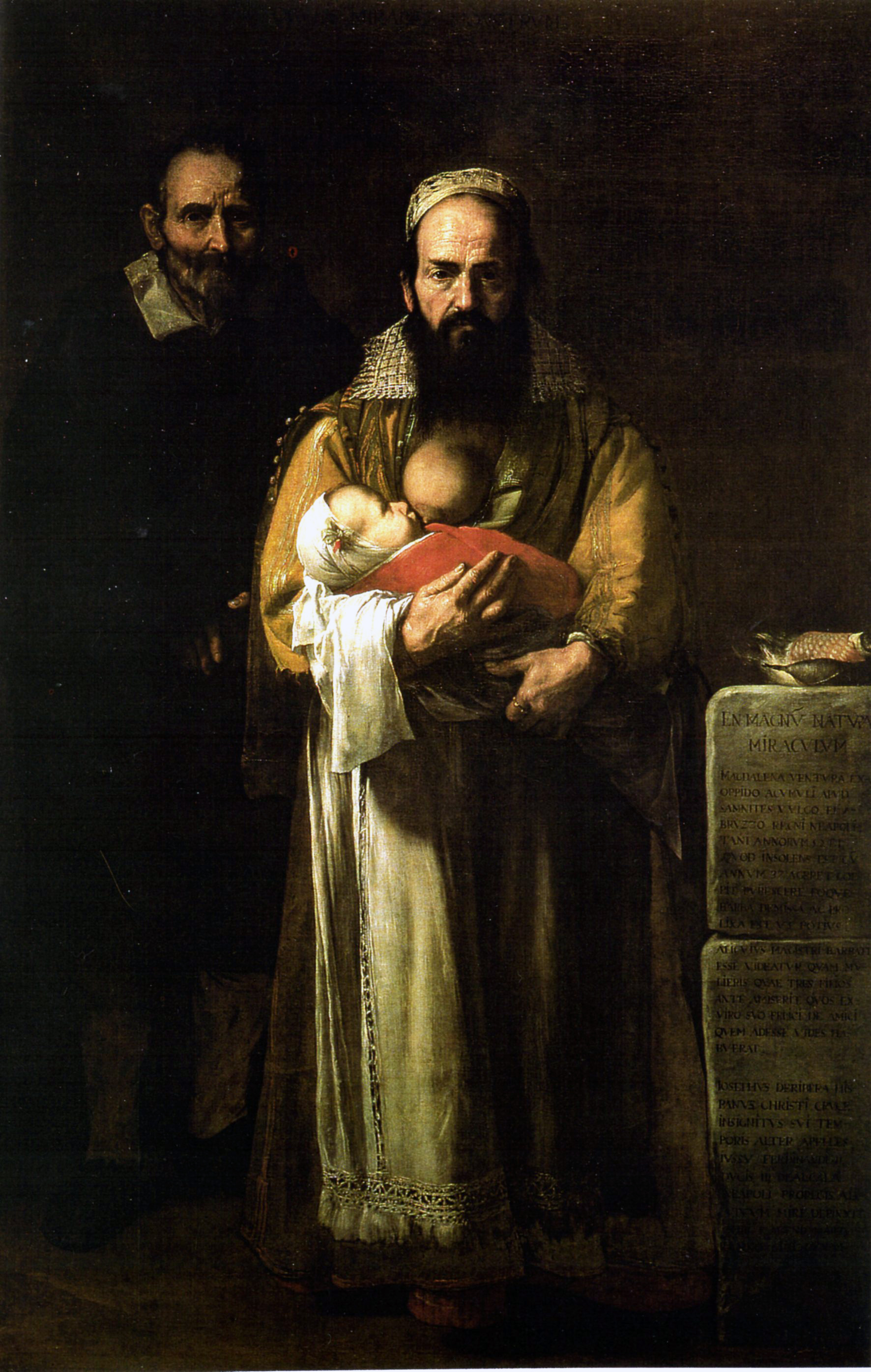
Séville - Maison de Pilate : copie du tableau de Ribera la célèbre Mujer barbuda (la Femme barbue).

- L'une des représentations picturales les plus célèbres est le tableau de José de Ribera, La Femme à barbe, datant de 1631 (Tolède, Palacio Lerma). C'est le portrait de Madeleine Ventura, allaitant son enfant aux côtés de son mari ; une copie se trouve à Maison de Pilate à Séville[6].
- Dans La Monstrueuse Parade, le film de Tod Browning (1932).
- Dans la chanson Le Fils de la femme poisson de Charles Trenet et Johnny Hess.
- Dans la chanson La Femme à Barbe de Brigitte Fontaine.
- Le Mari de la femme à barbe de Marco Ferreri (1964).
- Linda Medley met en scène un couvent de femmes à barbe dédié à sainte Wilgeforte dans sa série de bande dessinée primée par un Eisner Château l'attente (1996-2012).
- Le personnage de Lila dans la série télévisée La Caravane de l'étrange (2003-2005).
- Le personnage incarné par Genevieve Brouillette dans le film d'André Forcier, La Comtesse de Bâton Rouge.
- Madame Truska, personnage incarné par Salma Hayek dans le film L'Assistant du vampire (2008).
- Ludisia, héroïne de la bande-dessinée « La femme à barbe », d'Antoine Dole et Juliette Inigo, parue aux Éditions Sarbacane (2013).
- Le personnage de Lettie Lutz, incarné par Keala Settle dans le film The Greatest Showman (2017), est inspiré de Joséphine Clofullia et Annie Jones.
- Le personnage de Kathy Bates, Ethel Darling, représente une femme à barbe dans la saison 4 d'American Horror Story.
- Dans le film Rosalie (2024), Nadia Tereszkiewicz interprète le rôle principal de Rosalie Deluc, une femme à barbe.